# 玉松家
玉松家（たままつけ）は、藤原北家閑院流山本家庶流にあたる華族の男爵家。維新の功臣玉松真弘（玉松操）が立家。。

## 歴史
公家山本家の当主山本公弘の次男玉松真弘を家祖とする。真弘は幼少の時に大炊御門家の猶子となった後、僧となり醍醐山無量寿院の法印・大僧都となったが、後に還俗して「玉松操」と称して国学者となり、幕末維新期に岩倉具視の食客として国事に奔走した。王政復古の大号令の詔勅や錦の御旗の図案、神武創業復古の大方針は彼の発案によると言われる。
王政復古後の明治2年（1869年）1月19日に真弘は大炊御門家を離れて山本家に戻り、その庶流として堂上格を与えられた。この際に玉松から改める予定もあったようだが、結局そのまま玉松家を称することになった。真弘は維新後も岩倉具視から側近として重用され、新政府で徴士・内国事務局権判事・皇学所御用掛・大学中博士・明治天皇侍読などを歴任し、維新初期の復古主義精神の一翼を担ったが、やがて政府の方針が開国主義・洋学採用へ移っていくと順応できずに明治4年（1871年）に辞任し、その翌年に死去したが、養子の玉松真幸（山本実政次男）は養父の真弘の功により1884年7月8日に男爵に叙せられた。真幸は貴族院の男爵議員に当選して務めた。
その孫の公敏の代に玉松男爵家の邸宅は千葉県幕張町馬加にあった。